# Pupusería
Una pupusería es un establecimiento gastronómico especializado en el que se elaboran de forma artesanal y se comercializan pupusas.
Este tipo de establecimiento suele ser un local de reducido tamaño, aunque también puede ser un puesto callejero o rodante, ubicado por regla general en sitios de paso de gran circulación: mercados, estaciones, ferias, etc. Al conjunto de varias pupuserías reunidas en torno a una plaza o agrupadas en locales contiguos se le denomina pupusódromo; los más conocidos se encuentran en Conchagua y en Olocuilta, donde datan desde la década de 1930.
Las pupuserías se encuentran distribuidas en El Salvador, Honduras, y países con inmigración de ambos países donde se han expandido, como puede ser España, Estados Unidos o México.
En El Salvador, país donde se encuentra más arraigada, las pupusas suelen acompañarse de curtido y salsa a base de tomates; como platillos típicos del país también son conocidos el pan con chumpe, tamales, plátanos fritos con crema, pastelitos, empanadas, entre muchos otros. Además se ofrecen bebidas calientes, como café o chocolate, y bebidas frescas, como refrescos o zumos naturales.

## Galería

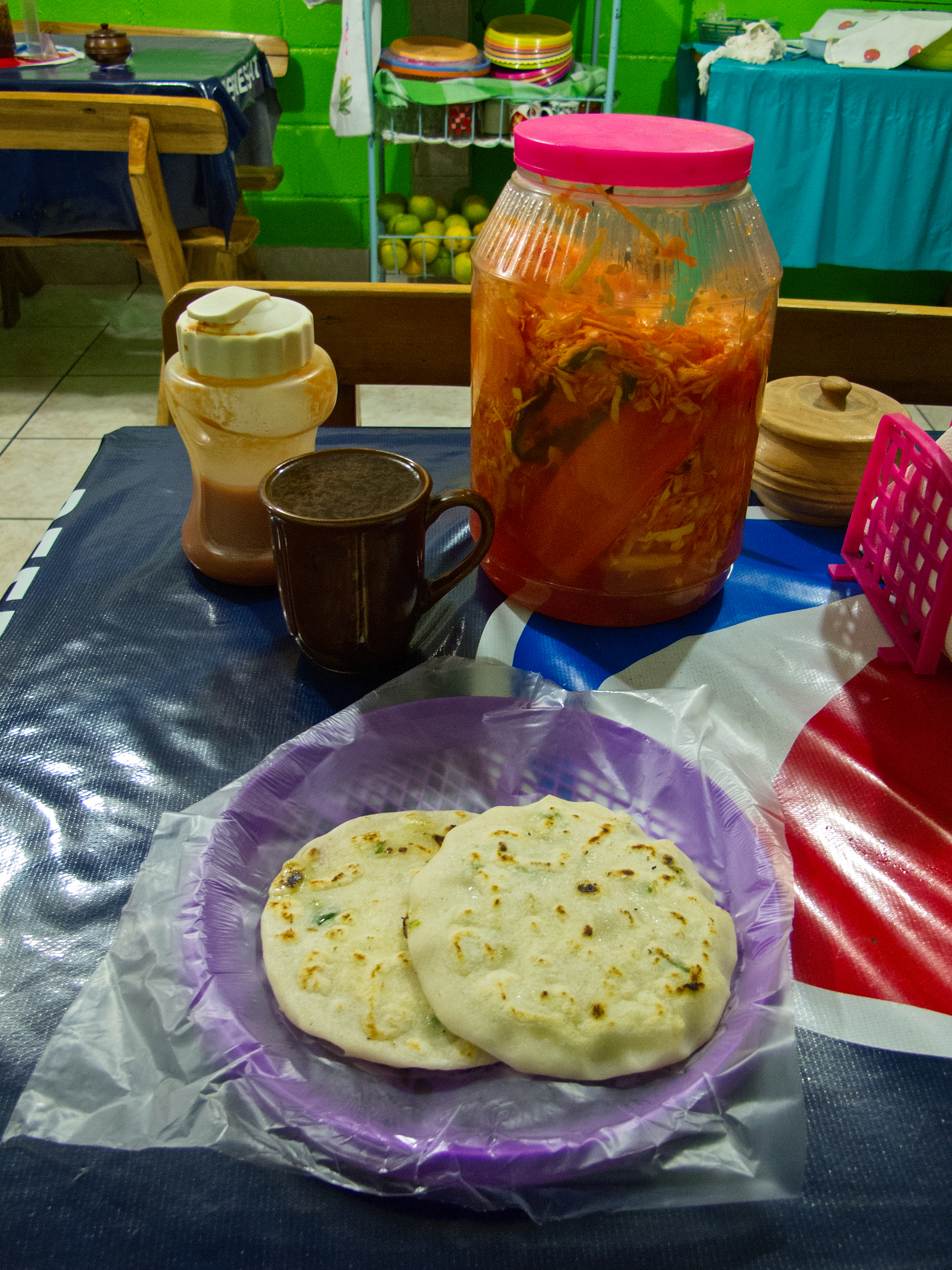
Servicio tradicional en una pupusería salvadoreña.
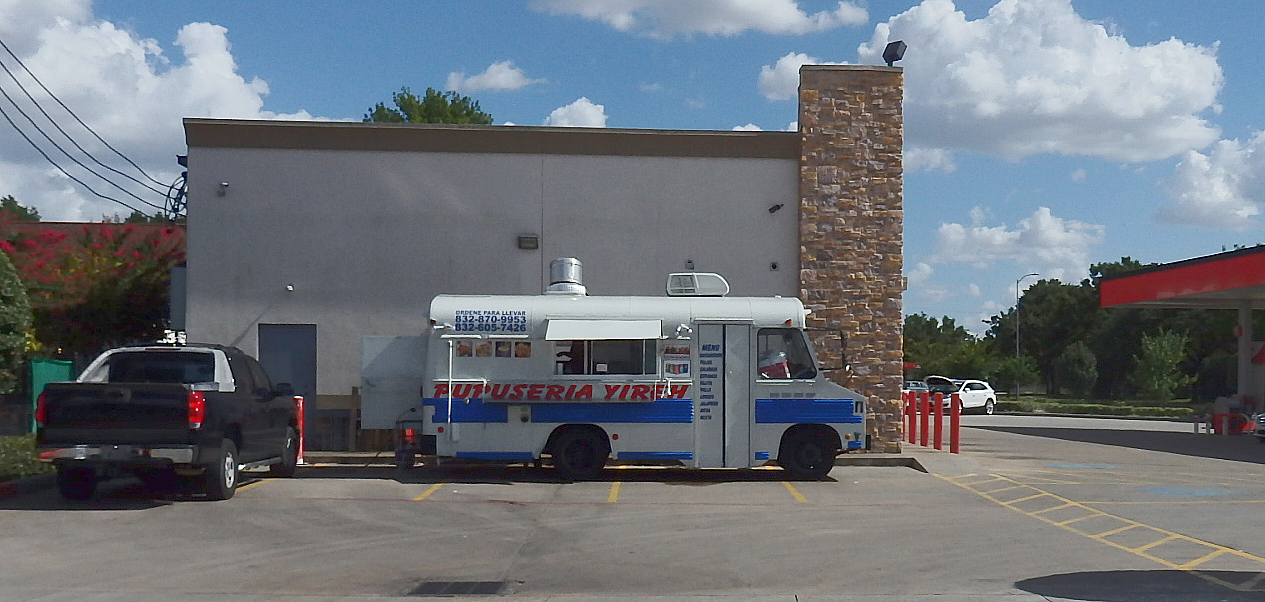
Pupusería food truck en Texas (Estados Unidos).
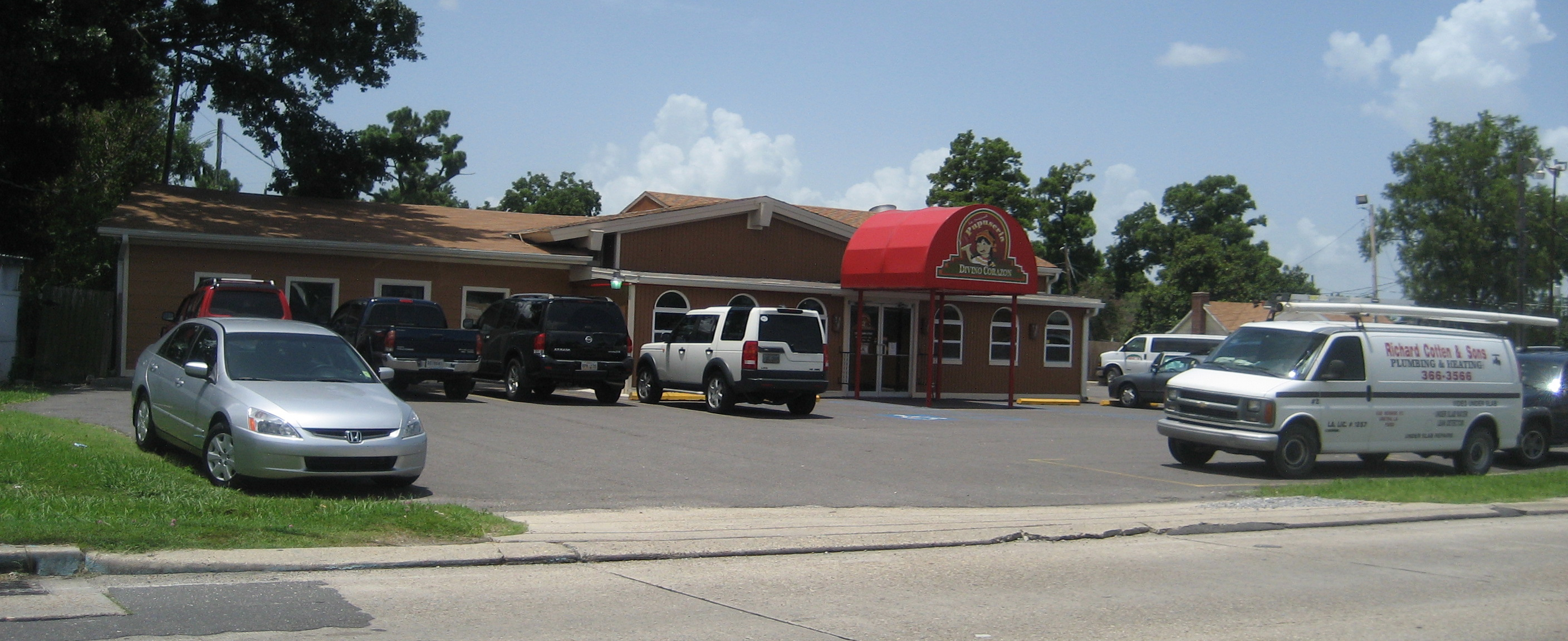
Restaurante pupusería en Luisiana (Estados Unidos).
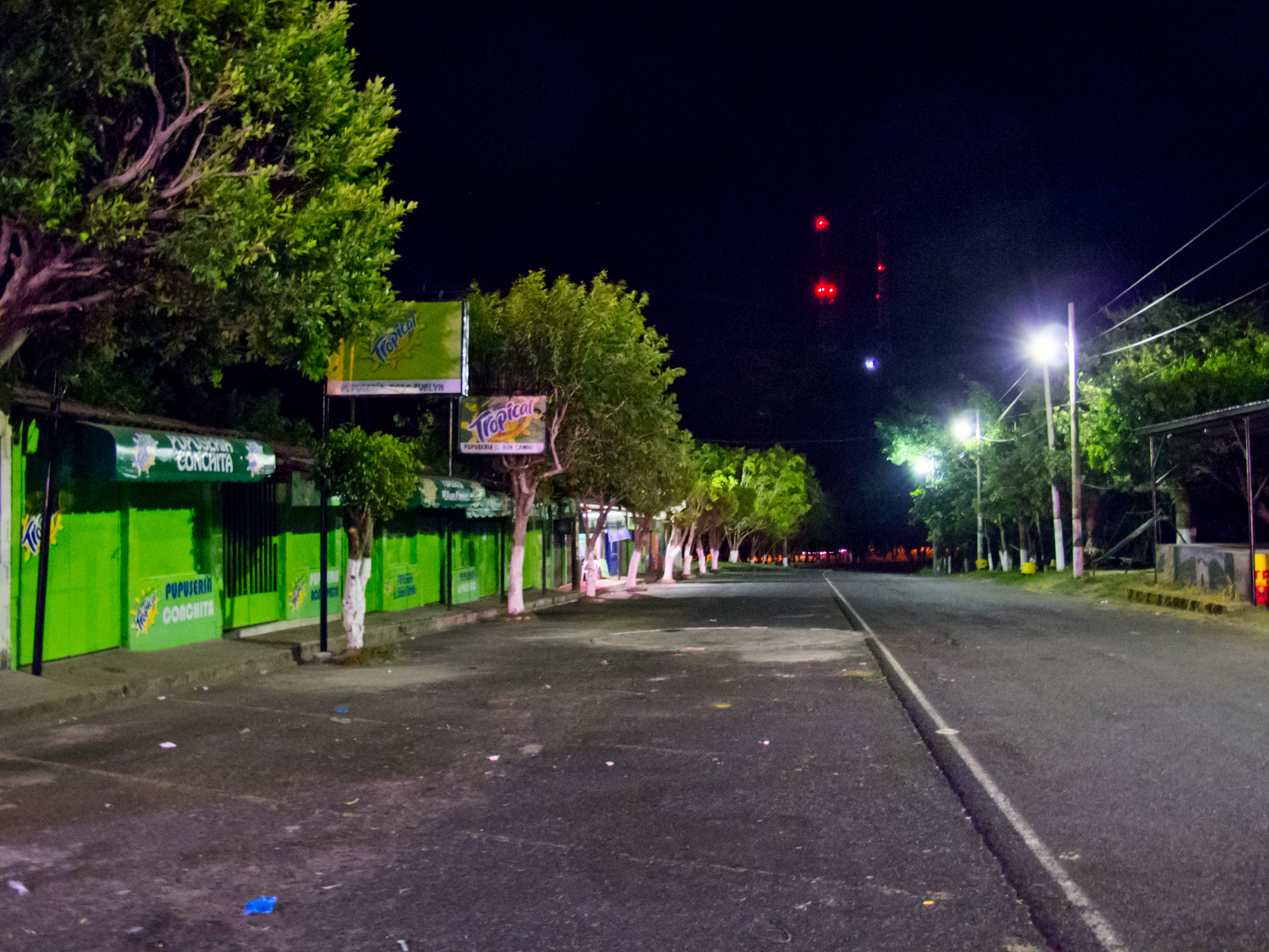
Pupusódromo en Olocuilta
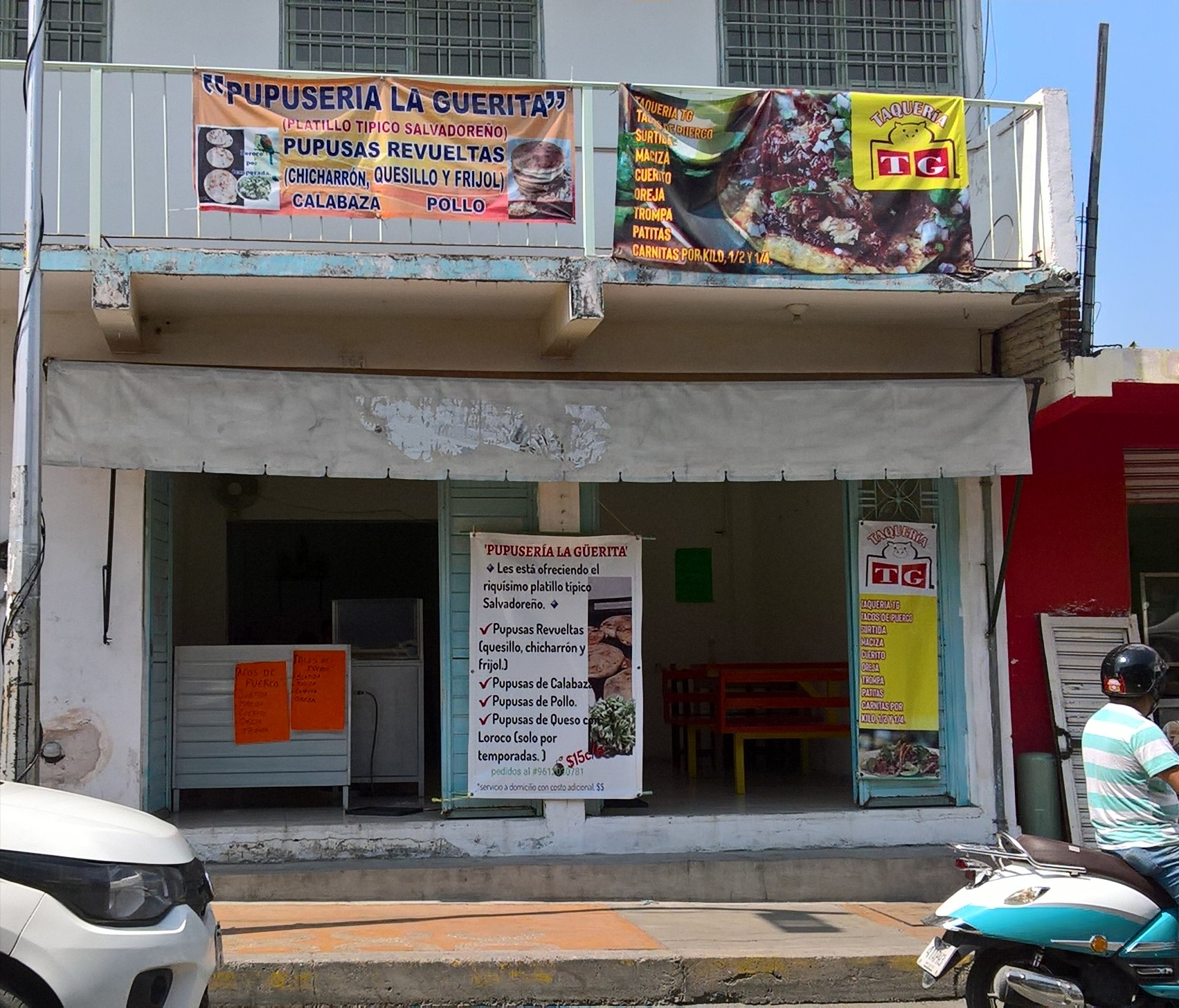
Pupuseria en Tuxtla Gutiérrez, Chiapas, México.